# استئناس

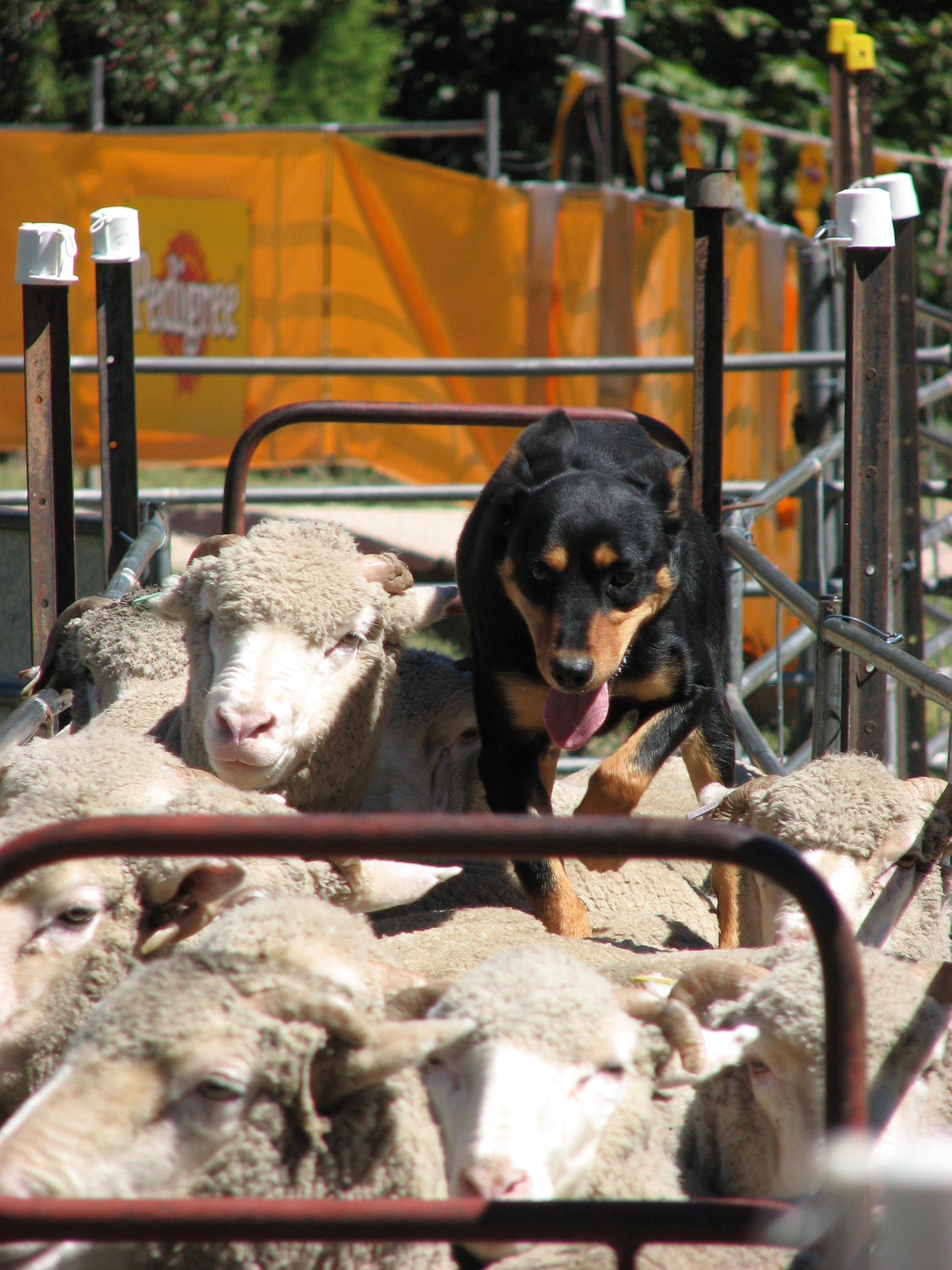
الكلاب والخراف من بين الحيوانات الأولي التي دجنها الإنسان.

التَّدْجِينُ ي لصفات وراثية نتيجة تفاعله مع الإنسان. هي عملية يصبح من خلالها أفراد نوع من الحيوانات أو النباتات معتادة على سيطرة الإنسان عبر تغيير على المستوي الجيني من خلال عملية الاختيار من أجل الحيوانات
إبراز الصفات المفيدة والتي يحتاجها البشر.[بحاجة لمصدر] في اتفاقية التنوع البيولوجي يتم تعريف الأنواع المدجنة بأنها الأنواع التي خضعت لعملية تطورية من قبل البشر لتلبية احتياجاتهم،[بحاجة لمصدر] ولذلك فإن السمة المميزة للتدجين هو الاختيار الاصطناعي من قبل البشر.[بحاجة لمصدر] استغل البشر هذه الحيوانات ورعاها لمجموعة واسعة من الأسباب: لإنتاج الغذاء أو من أجل قيمة السلع (مثل الصوف، القطن، الحرير) أو للمساعدة في أنواع مختلفة من العمل (مثل النقل، والحماية، والحرب) أو للبحث العلمي أو لمجرد الاستمتاع أو الصحبة.

## نظرة عامة
الاستئناس أو التدجين هو مصطلح لاتيني في الأصل، ويمكن تعريفه على أنَّه علاقة تبادلية مستدامة تستمر لأجيال عديدة، حيث يكون لكائن حي درجة كبيرة من التأثير المباشر على تكاثر ورعاية كائن حي آخر، يكسب الكائن الحي الشريك من خلال هذه العلاقة ميِّزات هامَّة مقارنةً بأفراد نوعه غير الداخلين في هذه العلاقة، الأمر الذي يزيد من تكيُّفه معها، يشمل هذا التعريف كلاً من المكونات البيولوجيَّة والثقافيَّة لعملية الاستئناس مع تأثيراتها على كلٍّ من البشر والحيوانات والنباتات المستأنسة، تضمَّنت كل التعاريف السابقة لعمليَّة الاستئناس وجود علاقة بين البشر مع النباتات والحيوانات لكن الاختلاف الرئيسي يتمثَّل بتحديد من هو الشريك الرئيسي في هذه العلاقة.
عزَّز الاستئناس إلى حدٍّ كبير من الإنتاج التناسلي لنباتات المحاصيل والماشية والحيوانات الأليفة بشكلٍ يفوق إنتاج آسلافها من الحيوانات والنباتات البريَّة، وزوَّد البشر بالموارد التي يمكنهم التحكم فيها ونقلها وإعادة توزيعها بشكلٍ أكثر أماناً وسهولة، هذه الميِّزات أدت للانفجار السكاني الذي حدث عند تحوُّل البشر من حياة الصيد إلى حياة الرعي والزراعة وانتشارهم في جميع أرجاء الكوكب.
تمَّ استئناس النباتات المنزليَّة ونباتات الزينة بالدرجة الأولى للاستمتاع بجمالها في المنزل وحوله، في حيان تُسمى النباتات المُستأنسة لإنتاج الغذاء على نطاقٍ واسع بالمحاصيل، وتسمى الحيوانات المستأنسة في المنزل الحيوانات الأليفة، في حين أنَّ تلك المستأنسة من أجل الغذاء أو العمل تعرف باسم الماشية، هذه العلاقة البيولوجية التبادليَّة لا تقتصر على البشر بل توجد حالات موثَّقة ومعروفة منها في الأنواع غير البشريَّة وخصوصاً الحشرات، على سبيل المثال العلاقة الموجودة بين الفطريات والنمل، هناك العديد من الصفات الشكلية الناتجة عن الاستئناس والتي تميِّز النباتات والحيوانات المُستأنسة عن أسلافها البريَّة ، من أهمِّ هذه التغيُّرات المُلاحظة عند الحيوانات الفقارية المُستأنسة تغيُّرات في لون الجلد وشكله، نقص حجم الأسنان، تغيُّرات في شكل عظم الجمجمة، تغيُّرات في شكل الأذن والذيل، تغيُّرات في مستويات هرمون قشر الكظر وتراكيز عدد من النواقل العصبيَّة، نقص في الحجم الكلي للدماغ وحجم بعض المناطق الخاصة فيه، تغيُّرات في السلوك.
بدأ استئناس الحيوانات والنباتات قبل 15 ألف سنة على الأقل وكان ذئب Canis lupus أول الحيوانات المُستأنسة المعروفة، وقد ظهر الكلب المحلي Canis lupus familiaris في السجل الأحفوري بشكلٍ مفاجئ في هذه الفترة تقريباً، وبعدها بدأ استئناس الماشية والمحاصيل وانتقل البشر من الصيد والالتقاط إلى الزراعة والرعي في أوقات وأماكن مختلفة من كوكب الأرض، وقبل حوالي 10 آلاف سنة تقريباً ظهرت طريقة حياة جديدة للبشر من خلال إدارة واستغلال الأنواع النباتيَّة والحيوانيَّة ممَّا أدى إلى ارتفاع الكثافة السكانيَّة في مراكز الاستئناس ، وتوسَّعت الاقتصادات الزراعيَّة وظهرت المجتمعات الحضاريَّة في نهاية المطاف.

## الحيوانات

### نظرية استئناس الحيوانات
يعتبر تدجين الحيوانات علاقة متبادلة بين الحيوانات والبشر الذين لديهم تأثير مباشر على رعايتهم وتكاثرهم، كان تشارلز داروين أول من أدرك قلِّة عدد السمات والخصائص التي جعلت من الأنواع المُستأنسة مختلفة عن أسلافها البريَّة، وكان أيضاً أول من أدرك الفرق بين عمليَّات الاستئناس الانتقائيَّة التي يختار فيها البشر بشكلٍ مباشر الصفات المرغوبة، وبين الاستئناس غير الانتقائي الذي تتطوَّر فيه الصفات بشكلٍ ثانويٍّ للانتقاء الطبيعي، عموماً هناك فروق وراثيَّة بين الكائنات المُستأنسة والكائنات البريَّة، وهناك فرق أيضاً بين سمات الاستئناس التي يعتقد الباحثون أنها كانت ضروريَّة في المراحل الأولى من الاستئناس، وبين سمات التحسين التي ظهرت بعد انقسام الحيوانات إلى بريَّة وأليفة، مع ذلك فعادةً ما تكون سمات الاستئناس ثابتة داخل جميع الحيوانات الأليفة وتمَّ اختيارها خلال المراحل الأولى من الاستئناس، في حين أنَّ سمات التحسين موجودة فقط في نسبة مُعيَّنة من الحيوانات الأليفة.
لا ينبغي الخلط بين استئناس الحيوانات وبين ترويضها، فالترويض هو تعديل سلوكي مشروط لحيوان بمفرده للحدِّ من خوفه الطبيعي وتجنُّبه للبشر وتقبُّل وجودهم بقربه، في حين أنَّ الاستئناس هو تعديل وراثي دائم للأنواع المُستأنسة والذي يؤدي إلى استعداد قابل للتوريث للوجود البشري، وبشكلٍ عام هناك أنواع حيوانيَّة معيَّنة وأفراد خاصة ضمن هذه الأنواع قابلة للاستئناس بشكلٍ أفضل من غيرهم بسبب بعض الخصائص الشكليَّة والسلوكيَّة التي يمتلكونها، وهذه الخصائص هي:
- درجة تنظيم الهيكل الاجتماعي عندها
- درجة الانتقائيَّة التي لديها في اختيار الشركاء
- سهولة وسرعة ارتباط الوالدين مع صغارهما
- درجة المرونة في النظام الغذائي
- ردود الفعل على البيئات الجديدة وعلى وجود البشر.

### الثدييات
كان استئناس الحيوانات عمليَّة طويلة الأمد وذات مراحل متعددة وشملت مسارات مختلفة، يقترح الباحثون أنَّ هناك ثلاثة أنواع رئيسيَّة للحيوانات المُستأنسة:
- الحيوانات المُتكيِّفة مع مكانة البشر كالكلاب والقطط والطيور وربمَّا الخنازير
- الحيوانات المطلوبة للحصول على الغذاء مثل الأغنام والأبقار والماعز والجاموس والرنَّة واللاما والخنازير وغيرها
- حيوانات تمتلك صفات جذّابة ومفيدة رغم أنَّها غير غذائيَّة كالحصان والحمار والجمل.[10][15][31][32][33][34][35]

من بين هذه الحيوانات جميعاً كان الكلب هو أوَّل الحيوانات المُستأنسة، فقد تمَّ استئناسه في جميع أنحاء أوراسيا قبل الزراعة بفترة طويلة وقبل استئناس الحيوانات الأخرى كلِّها، لم يُخطِّط البشر لاستئناس الحيوانات ولكنَّ العلاقة البيئيَّة المتشابكة بينهما جعلت للإنسان دوراً في بقائهم وتكاثرهم ممَّا أدى في نهاية المطاف لاستئناس الحيوانات وتربيتها بشكل رسمي، وعلى عكس الأنواع الأخرى التي تمَّ اختيارها في المقام الأول بسبب الصفات المتعلِّقة بالإنتاج، كان اختيار الكلاب يعود بشكل أساسي لسلوكيِّاتها، وعلى كلِّ حال تشير الأدلة المأخوذة من السجلِّ الأحفوري إلى أنَّ تدفق الجينات ثنائي الاتجاه على المدى الطويل بين الكائنات البريَّة والأليفة بما في ذلك الخيول والإبل والحمير والأغنام والخنازير كان شائعاً.

### الطيور
تُشكل الدواجن أغلب الطيور المُستأنسة، والتي يتمُّ تربيتها من أجل لحومها وبيضها، مع ذلك فهناك العديد من أنواع الطيور كالببغاوات والطيور المٌغرِّدة يحتفظ بها من أجل تحقيق المُتعة فقط أو استخدامها في التجارب والأبحاث، تشير الدراسات أيضاً إلى أنَّ الحمام الأليف تمَّ استئناسه منذ نحو 10 آلاف سنة، والدجاج منذ ما لا يقلُّ عن 7 آلاف سنة، وأوضحت الحفريَّات التي أجريت في إحدى الغابات جنوب شرق آسيا أنَّ الجد البري للدجاج تمَّ الاحتفاظ به في البداية بسبب مصارعة الديوك وليس من أجل الغذاء.

### النباتات
أثَّر استئناس الحيوانات بشكلٍ كبير على الجينات التي تتحكَّم في سلوكها، ولكنَّ استئناس النباتات أثَّر على الجينات التي تتحكَّم في مورفولوجيَّتها (شكل النبات وبنيته، حجم البذور) وفي علم وظائف الأعضاء الخاص بها (توقيت الإزهار، نضوج الثمار)، ويعتبر القمح من أشهر الأمثلة على ذلك فالقمح البري يكسر السنبلة ويسقط على الأرض لينضج من جديد، ولكنَّ القمح المُستأنس يبقى على السنبلة لتسهيل حصاده، كان هذا التغيير ممكناً بسبب حدوث طفرة عشوائيَّة في المجموعات البريَّة عند بداية زراعة القمح، وقام المزارعون بحصاد القمح الذي يملك هذه الطفرة وتركوا الذي يسقط على الأرض وهكذا حصل ما يشبه انتقاء طبيعي مُسيطر عليه، وكانت النتيجة هي القمح المُستأنس الذي يعتمد على البشر في تكاثره ونشره.

## تاريخ
حدثت أول محاولات الإنسان لاستئناس النباتات في الشرق الأوسط، وهناك أدلَّة مُبكِّرة على وجود الزراعة واختيار سمات النباتات من قبل المجموعات البشريَّة التي كانت تعيش في سوريا ما قبل العصر الحجري الحديث ، وبحلول عام 8000 قبل الميلاد وصل القرع المُستأنس إلى الأمريكيَّتين بسبب هجرة البشر من آسيا إلى أمريكا، وتمَّ تدجين محاصيل الحبوب لأول مرَّة حوالي 9000 قبل الميلاد في الهلال الخصيب في الشرق الأوسط، وكانت أول المحاصيل المُستأنسة نباتات حوليَّة مع بذور أو ثمار كبيرة نسبيَّاً مثل البقوليَّات كالبازلاء والحبوب كالقمح، وتعتبر منطقة الشرق الأوسط مناسبة تحديداً لهذه الأنواع بسبب مناخها المُميَّز، وعندما حصل هذا الاستئناس بدأ البشر ينتقلون من مجتمع الصيد والالتقاط إلى مجتمع زراعي مُستقر، وأدَّى هذا في نهاية المطاف بعد حوالي 5000 سنة إلى ظهور مراكز المدن الأولى وفي النهاية إلى نشوء الحضارة نفسها.
كان استمرار الاستئناس وتطوُّره عمليَّة تدريجيَّة شهدت أطواراً من الخطأ والتجربة، ومع مرور الوقت تمَّ استئناس النباتات المُعمِّرة والأشجار الصغيرة بما في ذلك التفاح والزيتون، وفي أجزاء أخرى من العالم تمَّ استئناس أنواع مختلفة كالذرة والفاصولياء في أمريكا، والرز وفول الصويا في شرق آسيا، في حين لم يتم استئناس أي نباتات في جنوب إفريقيا وأستراليا وكاليفورنيا وأمريكا الجنوبيَّة بسبب عدم حاجة البشر لذلك هناك في العصور السابقة بسبب أرضها الخصبة ومناخها الملائم.

## تحسين نباتات المحاصيل وراثيا
تُشكِّل نباتات المحاصيل كالأرز والقمح والشعير والذرة نسبةً كبيرة من من النظام الغذائي العالمي في جميع المستويات الديموغرافيَّة والاجتماعيَّة، وتتميَّز جميع هذه النباتات بأنَّها تتكاثر بطريقة التخصيب الذاتي مما يحدُّ من التنوع الجيني لها ويُقلِّل من تكيُّفها مع البيئات الجديدة، فمثلاً الفول السوداني وهو نبات محصول دائم، لم يحظَ باهتمامٍ كبير من الناحية الزراعية مثله مثل الكثير من المحاصيل غير المُستغلَّة مع أنَّه مقاوم للجفاف وقادر على النمو في أيِّ ظروف تقريباً بغض النظر عن مدى فقر تربة المنطقة التي ينمو فيها، إن تخفيض التكلفة وتوافر تكنولوجيا أحدث على نطاقٍ واسع جعل من التحسين الوراثي للمحاصيل قليلة الاستخدام مثل الفول السوداني أمراً ممكناً، وهكذا نجد أنَّ عدم إغفال بعض المحاصيل التي لا يبدو أنَّها تحمل أي قيمة خارج العالم الثالث سيكون مفتاحاً هامَّاً ليس فقط للتحسين الوراثي للمحاصيل فحسب بل أيضاً لتقليل الاعتماد العالمي على عددٍ قليل فقط من نباتات المحاصيل، وهو الأمر الذي يحمل الكثير من المخاطر الجوهريَّة على إمدادات الغذاء لجميع سكان العالم.